# Servidor virtual privado

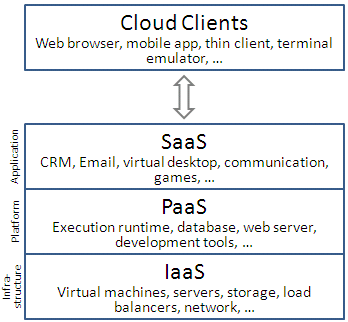
PaaSexecution runtime, database, web server

Un servidor virtual privado, término que proviene del inglés virtual private server (VPS), es un sistema de alojamiento web. Su uso es cada vez más popular y, debido a su estructura de funcionamiento, es un servicio IaaS (Infrastructure as a Service). El método consiste en particionar un servidor físico en varios servidores virtuales, ofreciendo un desempeño equiparable al de un servidor dedicado. Además, cada servidor virtual es capaz de funcionar bajo su propio sistema operativo y además cada servidor puede ser reiniciado de manera independiente.
La práctica de particionar un único servidor físico para que funcione como varios servidores virtuales ya comenzó con los mainframes y ha vuelto a resurgir con el desarrollo de la virtualización y las tecnologías para otras arquitecturas.
Al funcionar un VPS con su propia copia del sistema operativo
, los clientes tienen nivel de acceso root o de superusuario y, por tanto, pueden instalar cualquier tipo de software que pueda ser ejecutado bajo este sistema operativo. Algunos programas no ejecutan bien en entornos virtuales, incluyendo firewalls, clientes antivirus e incluso otras herramientas virtuales; algunos VPS proveen fuertes restricciones, pero generalmente son laxas comparadas con las que existen en los servidores de almacenamiento compartido. Debido a que varios clientes (virtuales) pueden trabajar sobre una sola máquina, un VPS normalmente tiene ciertas limitaciones en cuanto al tiempo de procesamiento, RAM y espacio en el disco.

## Historia
La virtualización se introdujo por primera vez en la década de 1960 por IBM para impulsar la utilización de grandes sistemas (mainframe caros) dividiéndolos en máquinas virtuales separadas lógicamente que podían ejecutar múltiples aplicaciones y procesos al mismo tiempo. En los años 1980 y 1990, este modelo de mainframe centralizado y compartido dio paso a un modelo distribuido (la computación cliente-servidor) en el cual muchos servidores independientes x86 de bajo costo eran capaces de ejecutar aplicaciones específicas.
La virtualización se desvaneció como centro de atención durante un tiempo, ahora es una de las últimas tendencias en la industria una vez más, ya que las organizaciones tienen por objeto aumentar la utilización, la flexibilidad y la rentabilidad de sus recursos informáticos. VMware, KVM, OpenVz, Xen, Citrix, Microsoft, IBM, Red Hat y muchos otros proveedores ofrecen soluciones de virtualización.

## Hosting
Muchas Compañías ofrecen en la actualidad servidores privados virtuales (VPS), siendo esta una alternativa a los servidores compartidos y los servidores dedicados. Hay varias características y decisiones a tomar en cuenta cuando se conceden licencias de software propietario en entornos virtuales con varios inquilinos:
- Administrado: El cliente no se preocupa por las actualizaciones del VPS, cambios de configuración o errores durante el uso del servidor. Por lo general, se tiene soporte a nivel de servidor.
- No Administrado:  El cliente es el responsable de administrar su propia instancia o vps, esto quiere decir que, el cliente será el responsable de mantener el vps en buen funcionamiento; actualizaciones, errores, instalación del sistema operativo, etc, es responsabilidad del usuario. La compañía de hosting solamente se encargará del hardware y el uptime en inglés, esto, sin embargo, puede variar dependiendo del proveedor de alojamiento.

## Panel de control
Para gestionar un VPS, los proveedores ofrecen acceso a una interfaz web que permite controlar aspectos como el arranque, reinstalación, direcciones IP y el consumo de recursos. Algunos de los paneles de control más conocidos son SolusVM, Virtualizor o GridCP.